# 顏忠誠
顏忠誠（1938年9月26日—），福建省金門縣人，中華民國陸軍中將，陸軍官校第31期砲科，戰院65年班畢業。曾出任師長、軍長、陸軍花東防衛司令部司令官、金門防衛司令部司令官、陸軍副總司令、福建省政府主席（1998年至2007年）等職務。生平在職務任內恰逢重多關鍵時刻或歷史紀錄，例如：在陸軍花東防衛司令部司令官任內參與編成及出任首位司令官、首位在地金門籍出身之金門防衛司令部司令官、福建省政府主席首位金門籍且又在民進黨執政時期出任等。

## 生平
顏忠誠自金門中學畢業後，本可以保送國立大學，但是恰逢八二三炮戰，於是他決定投筆從戎，入讀陸軍官校。1985年晉升為少將，是首位金門籍將軍，兩年後再晉升為中將。

## 爭議
2017年，顏忠誠參與金門地區軍公教警消退休聯盟於9月3日軍人節反對時任總統蔡英文實施年金改革的抗議遊行，遊行中他稱執政黨將財政問題，全推給退休軍公教警消人員。